# Daijirō Furuta
Daijirō Furuta (古田 大次郎 Furuta Daijirō?,  Tokio; 1 de enero de 1900 - 15 de octubre de 1925) fue un militante anarquista japonés.

## Biografía
Tras haber obtenido el diploma de estudios secundarios, entró en la Universidad de Waseda y en 1919 se adhirió a la «Shakaishugi Dantai Minjin Dōmeikai» (Federación Popular de los Grupos Socialistas) y a la Federación de la Construcción, pero abandonó dos años después estas organizaciones para militar en el anarquismo. 
Con Yoshinaga Watanabe y Arata Nagashima marchó al departamento de Saitama y organizó el movimiento anarquista campesino en Hasuda. Junto a estos creó la «Kosakunin Kai» (Sociedad de los Pequeños Granjeros) y el periódico Kosakunin (Pequeños Granjeros). A pesar de sus esfuerzos, los resultados fueron decepcionantes. Durante estas actividades, conoció a Tetsu Nakahama con quien decidió enfrentar directamente a las autoridades imperiales mediante la propaganda por el hecho, poco antes de la disolución de la organización en junio de 1922.
Ambos crearán la «Girochin Sha» (Sociedad de la Guillotina), grupo anarquista ilegalista armado que preparará el atentado contra el príncipe de Inglaterra, en ocasión de una visita a Japón, y contra el regente del Imperio Japonés. Para financiar sus actividades se dedican a asaltar bancos y en el transcurso de un robo en un banco de Osaka, mataron a un empleado. Participó en el atentado contra el general Masatarō Fukuda, responsable directo del asesinato del intelectual anarquista Sakai Osugi, y en diversos atentados con explosivos.
El 10 de septiembre de 1924 fue detenido junto a Genjirō Muraki en su escondite de Tokio, y el 10 de septiembre de 1925 fue juzgado y condenado a muerte. Daijirō Furuta fue colgado el 15 de octubre de 1925 tras haber rechazado hacer ninguna apelación).
Las memorias del terrorista de gran corazón, como era llamado, redactadas en prisión y publicadas después de su ejecución, tuvieron una gran difusión.

## Obra
- Shi no zange (Confesión ante la muerte, 1926)
- Shikeishū no omoide (Confesión de un condenado a muerte, 1930)

## Miembros de la Sociedad de la Guillotina
- Daijirō Furuta
- Genjirō Muraki
- Kyūtarō Wada
- Tetsu Nakahama